# Kućane
Kućane (cyr. Кућане) – wieś w Serbii, w okręgu raskim, w gminie Raška. W 2011 roku liczyła 115 mieszkańców.